# 原玉里信用組合
原玉里信用組合是一座位於臺灣花蓮縣玉里鎮的建築，此建築前身為創立於臺灣日治時期的玉里信用組合及戰後時期的玉里鎮農會，現廳舍為西元1938年（昭和13年）落成，今登錄花蓮縣歷史建築。

## 沿革
臺灣日治時期，作為經營產業資金的融通、存款事業為主的金融機構。產業組合在當時成為作為農民及工商業者資金籌措的平台。西元1917年（大正6年），根據日本產業組合法修正部分條文，新設「市街地信用組合」制度，臺灣則同步執行此項條文開始於街庄設置信用組合。士紳徐乾錦與四名日籍人士松尾溫爾、中村文吾、河原鎌次郎、荒武純市等人則依據產業組合法，於翌年設立登記「有限責任璞石閣信用組合」，經營存放款業務。成為玉里首個金融機構。西元1919年（大正8年），因業務不振，改組為「保證責任璞石閣信用購買販賣利用組合」，除了金融業務外，還增加購買和販賣業務。
西元1920年（大正10年），因行政區域改制為「玉里庄，組合更名為「有限責任玉里信用組合」，西元1934年（昭和九年），因有限責任改組為保證責任，機構名稱變更為「保證責任玉里信用組合」，西元1938年（昭和13年）7月因應農村部落需求，玉里信用組合從專營組合改為兼營組合，成為「保證責任玉里信用販賣購買利用組合」，現有辦公廳舍在此時已經落成。根據新築配置圖，當時組合敷地上共有三棟建築，由組合事務所、倉庫與宿舍構成。
西元1944年（昭和19年）2月，花蓮港廳下的民間信用組合因應總督府頒布「臺灣農業會令」進行了大規模改革，將各種名目的農業和畜產組合合併成農業會，並歸地方治理機關統轄。玉裡信用購買販賣利用組合因此與街內其他的農業小組合併，成立「玉里街農業會」，並選定荒尾角次兼任會長，同時接收辦公廳舍。

### 戰後時期
第二次世界大戰結束後，國民政府接收臺灣。並自西元1946年公佈《台灣省合作組織整理實施規則》和《台灣省合作社登記實施辦法》，作為信用組合接管、改組、重新登記的法律依據。市街地信用組合改組為「信用合作社」，鄉村信用組合改組「鄉鎮合作社」。同年4月，「玉里街農業會」改為「玉里鎮農會」；11月，再改名為「玉里鎮合作社」。西元1949年，由於鄉鎮信用合作社合併至鄉鎮農會，改稱「玉里鎮農會信用部」，西元1953年則依「農會改進辦法」改組愈黎振農會。
西元1975年4月28日，因奉令將卓溪鄉農會併入本會，機構再次更名為「玉溪地區農會」。，新農會大樓完工後，信用部遷移新址，舊廳舍則作為推廣股辦公室使用。
21世紀，由於廳舍老化嚴重開始滲水。推廣股辦公室至前方的鐵皮屋辦公，原空間則作為倉庫使用，2006年12月28日，花蓮縣政府公告「玉里信用組合」為本縣歷史建築。2021年，玉溪地區農會開始針對該廳舍進行完成初步調查研究，於2022年透過縣府文化局向文化部申請經費。2023年，包含原玉里信用組合內的11件花蓮縣文化資產保存修復及管理維護計畫獲中央經費補助。

## 建築設計
事務所建築物現有建築於西元1938年落成，並自戰後時期內農會土地範圍內增建許多建物。包括落花生脫殼工廠、工廠員工宿舍、倉庫、農會超市等設施。主廳舍至今仍維持原有空間形式，呈現坐西北朝東南向，建築物寬度13.26公尺，深度8.73公尺，正面建築物高度為11.905公尺（含屋頂突出物）。整體為兩層樓的鋼筋混凝土建築。建築立面樣式受到當時的建築風潮影響，其外觀共設有羅馬柱、出挑雨遮、拱形及連續裝飾帶、立面條狀窗戶等「擬洋風」折衷主義風格特徵。
內部空間主要用作辦公室。其中一樓提供內部人員工作的場所以及民眾諮詢的櫃檯區域；二樓為會議空間，除了用於討論會議之外，還平時為內部人員及居民提供職業技能培訓使用。原建築後側原有一棟木構造建築物，內部人員透過木構廊道進入後棟建築，今已不存。
舊有基地內設有一棟煉瓦造倉庫，目前局部改為公共廁所。

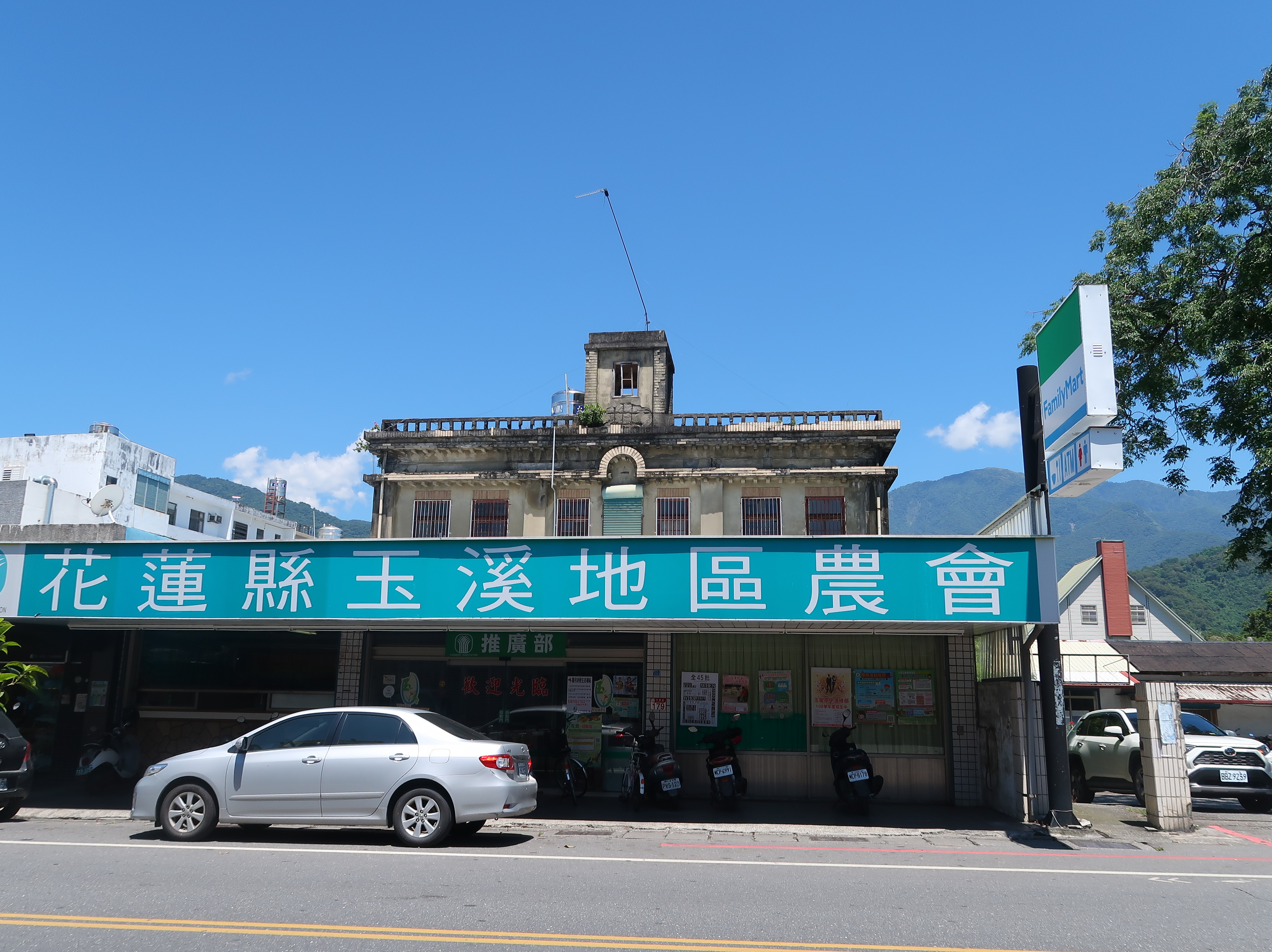
玉里信用組合正面，前側建築為推廣股辦公室
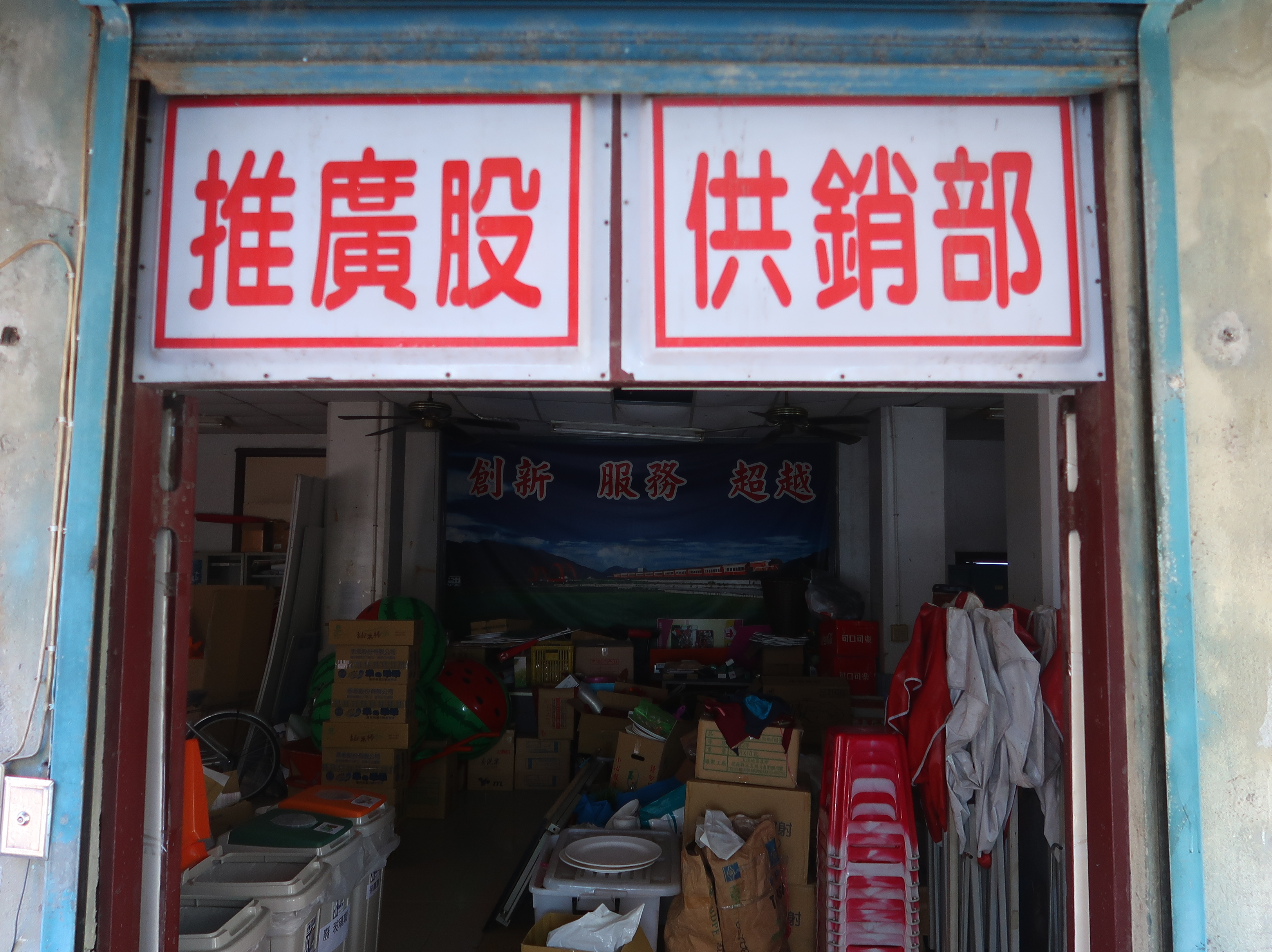
玉里信用組合內部
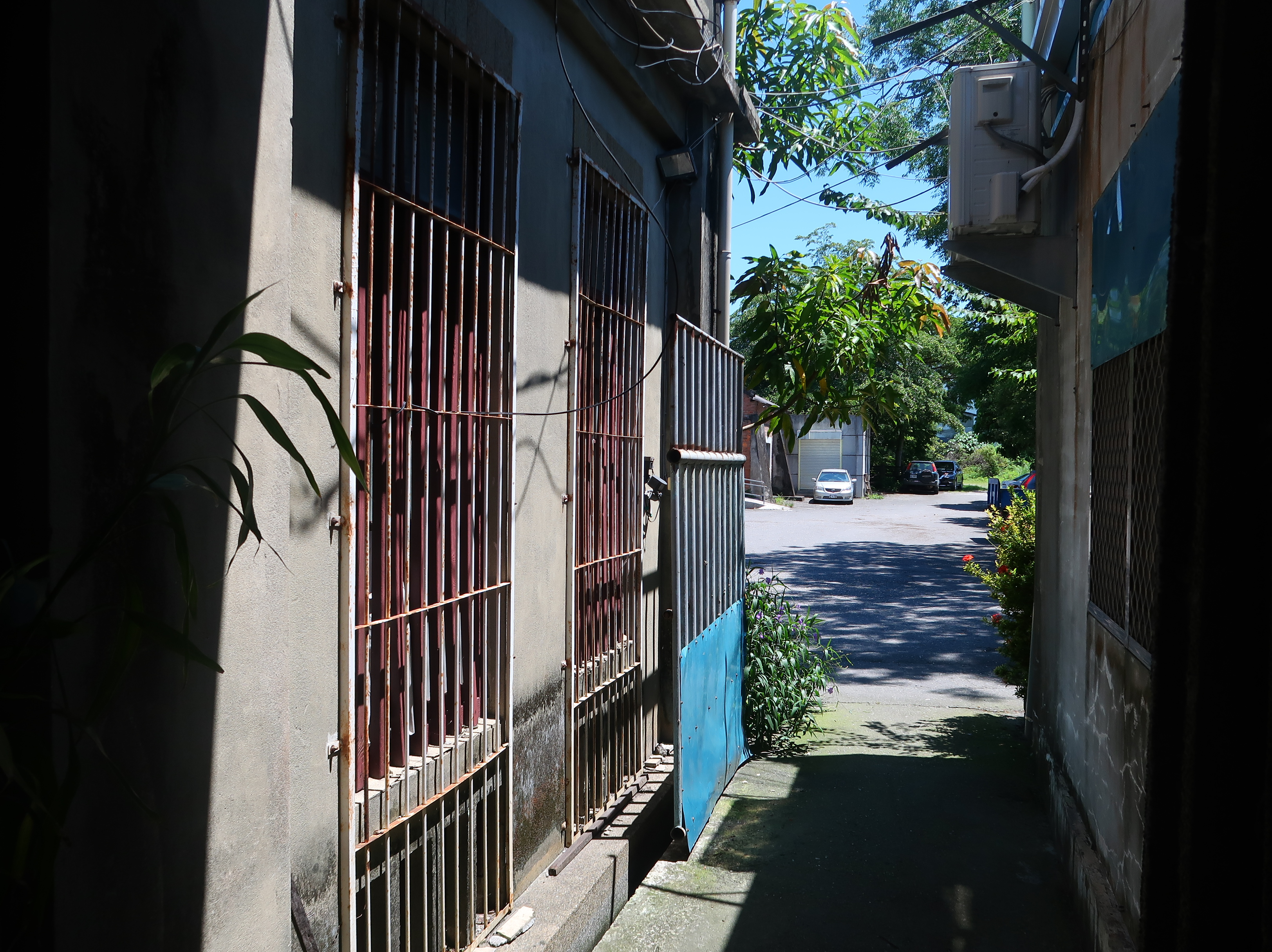
玉里信用組合側面
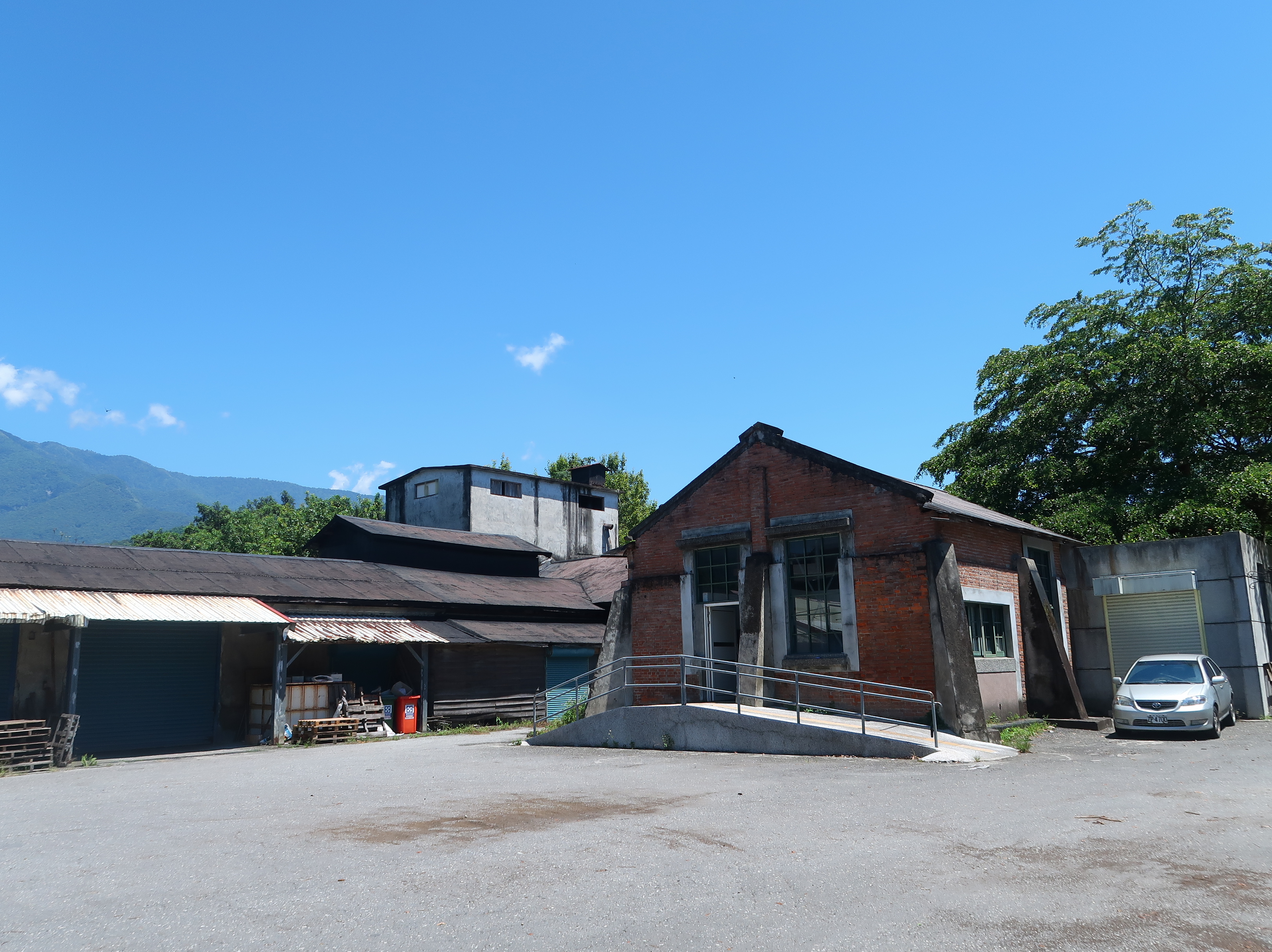
信用組合附屬之煉瓦造倉庫

## 外部連結
- 玉里信用組合及倉庫群 - 花蓮縣文化局